# Ram Trucks
RAM Trucks (beter bekend als RAM) is een automerk van Stellantis. RAM specialiseert zich in lichte tot middelzware vrachtwagens en bestelbussen. Het merk is in 2010 opgericht als ‘spin-off’ van Dodge. 
Het ‘vlaggenschip’ van het merk is de RAM pick-up.

## Modellen
Vrijwel alle modellen van RAM Trucks zijn gerebadge Fiat-modellen die in Noord- en Zuid-Amerika verkocht worden

### Huidige modellen
- RAM 700 (Fiat Strada) kleine pick-up die in Mexico en Zuid-Amerika verkocht wordt
- RAM 1000 (Fiat Toro) compacte pick-up. Wordt in Latijns-Amerika verkocht.
- RAM pick-up (voorheen Dodge RAM) het ‘vlaggenschip’ van RAM trucks. Lichte tot zware pick-up, wordt wereldwijd verkocht
- RAM ProMaster Van (Fiat Ducato) grote bestelbus die in Noord-Amerika verkocht wordt.
- RAM ProMaster/RAM V1000 (Fiat Doblò) bestelwagen die als ProMaster Rapid in Noord Amerika en als V1000 in Chili verkocht wordt.
- RAM ProMaster/RAM V700 (Fiat Fiorino) Bestelwagen die als ProMaster Rapid in Mexico en als V700 Rapid in Zuid-Amerika verkocht wordt.
- RAM V700 City (Fiat Fiorino) Bestelwagen die in Chili verkocht wordt. Dit voertuig is de Europese versie van de Fiat Fiorino.
- RAM Rampage Lichte pick-up, die in Zuid-Amerika verkocht moet worden.

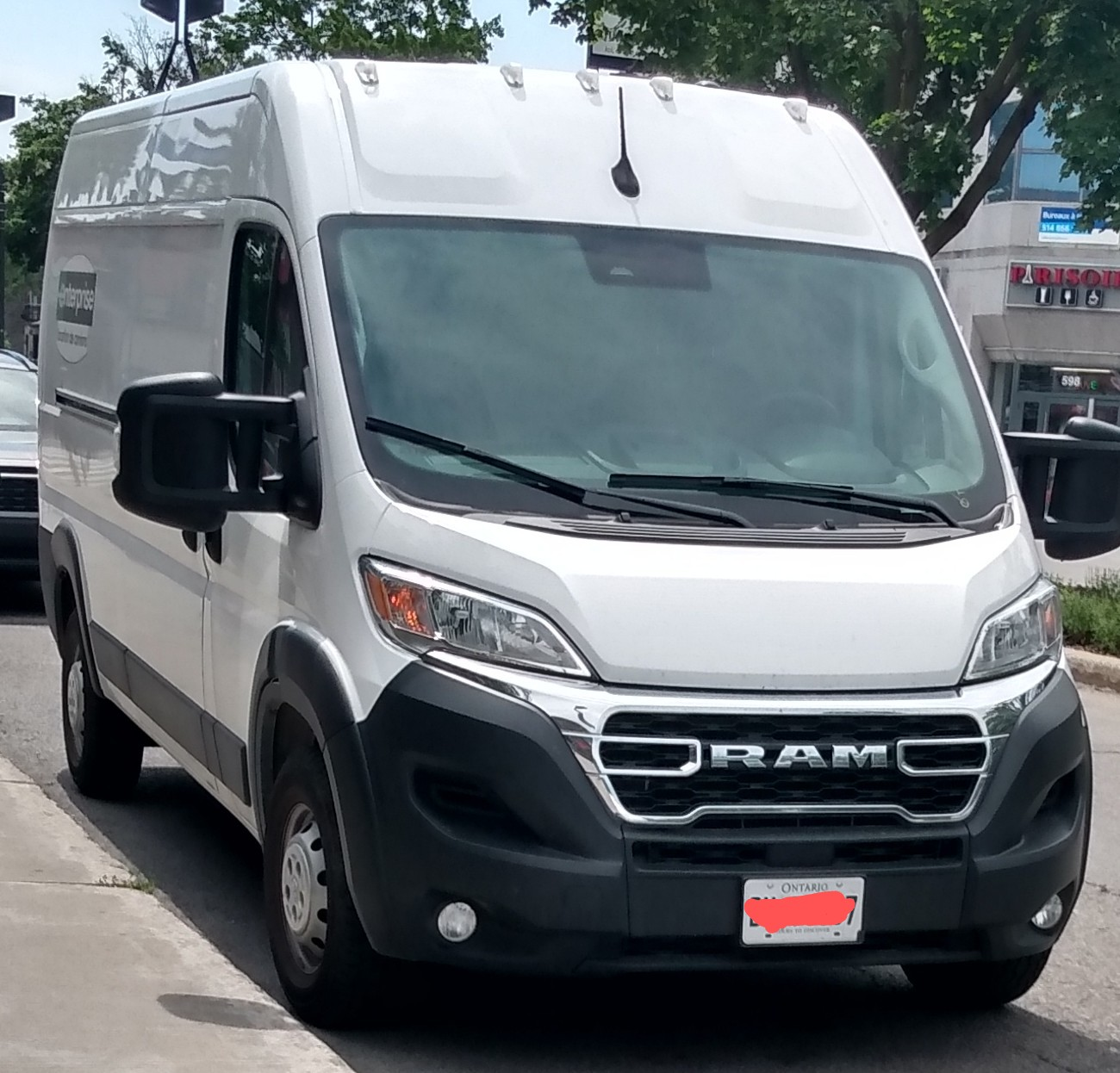
Een RAM ProMaster uit 2023

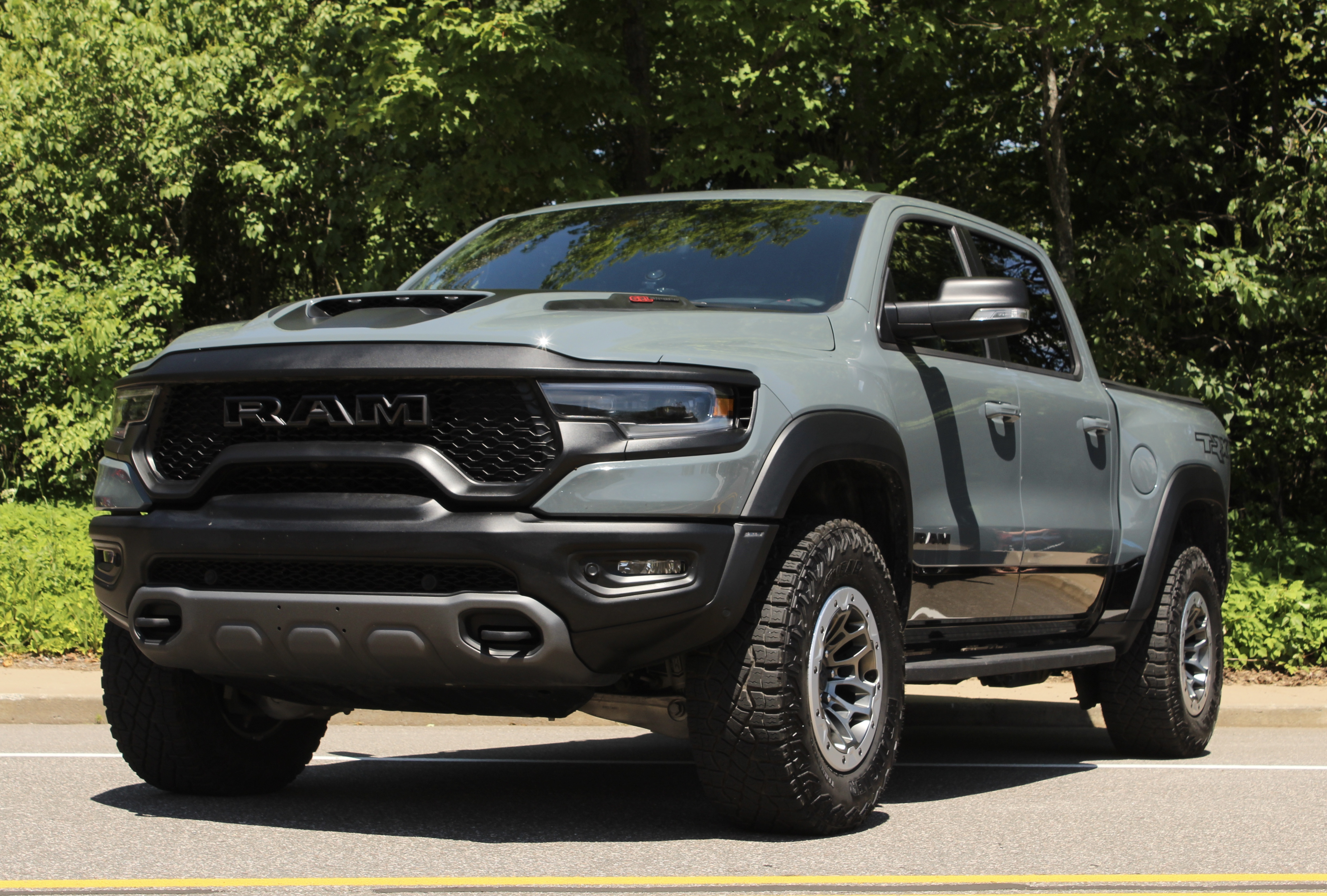
Een RAM 1500 TRX uit 2022

## Voormalige modellen
- Dodge Dakota (1987-2011) middelzware pick-up van Dodge. Is opgeheven door lage verkoopcijfers.
- RAM H100 (Hyundai Starex) Bestelbus/minivan die also RAM H100 in Mexico te verkrijgen was. Dit voertuig behield wel de Hyundai logo’s
- RAM C/V Tradesman (2012-2015) bestelbus gebaseerd op de Chysler Minivan.
- RAM 1200 (2016-2019) (Mitsubishi Triton) middelzware pick-up die in de Verenigde Arabische Emiraten als RAM 1200 werd verkocht.

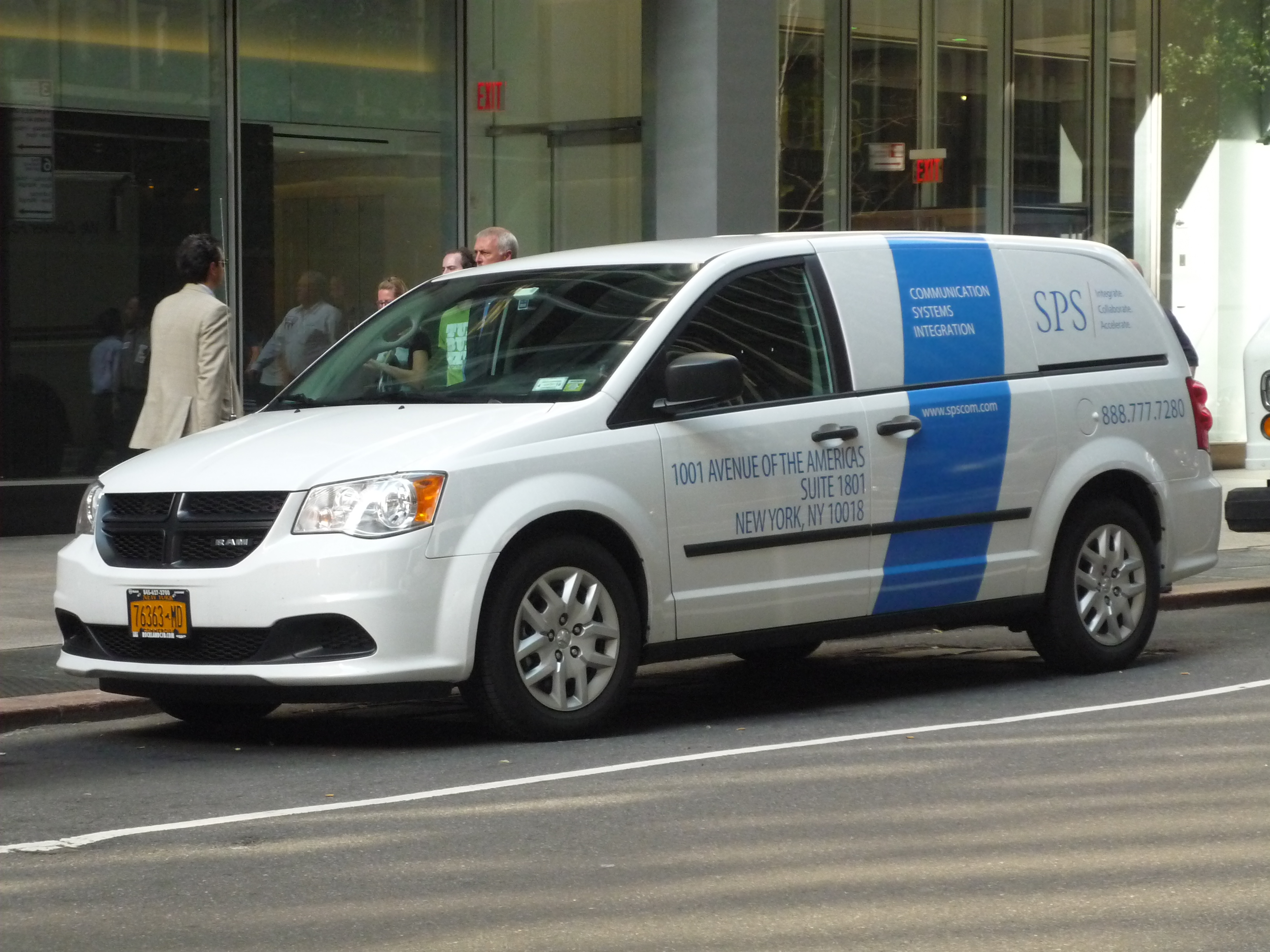
Een RAM C/V Tradesman

Abarth · Alfa Romeo · Chrysler · Citroën · Dodge · DS Automobiles · FIAT · Jeep · Lancia · Maserati · Opel · Peugeot · RAM · Vauxhall